# هيام قبلان
هيام قبلان (ولدت في الثامن من تموز يوليو 1956 في قرية عسفيا - فلسطين) هي شاعرة وكاتبة قصص قصيرة فلسطينية.

## السيرة الذاتية
ولدت هيام قبلان في قرية عسفيا، تلقت تعليمها الابتدائي في مدرسة القرية. التحقت بالمدرسة الثانوية في الناصرة، حيث التحقت بمدرسة راهبات الفرنسيسكان. في جامعة حيفا درست التاريخ والتربية. تعيش في دالية الكرمل، حيث عملت كمعلمة  عربية. تُرجم بعض أشعارها إلى  العبرية؛ كما أنها كتبت عموداً عادياً "على أجنحة الريش" في "السنارة". نشرت عدة مجلدات من الشعر والخيال القصير، بداية من "أمل" على الدروب "( Hops on the Roads ) في عام 1975. وهي من الحضور المنتظمين لمهرجانات الشعر، بما في ذلك المهرجانات التي أقيمت في [ [Sde Boker College]].
كانت تعزف البيانو، بالإضافة لتعلمها اللغة العربية والتاريخ، مؤهلة للعلاج عن طريق الفن بما يسمى (ترابيا)، عملت لمدة سبع سنوات في صحيفة الصنارة في الناصرة ومذيعة في راديو المحبة للبرنامج الأدبي في الكرمل.

## مؤلفاتها
لها عدد من الدواوين الشعرية، منها:
- آمال على الدروب (1975).
- همسات صارخة (1981).
- وجوه وسفر (1992).
- انزع قيدك واتبعني (2002).
- لا أرى غير ظلّي (2008).

إضافة إلى ذلك لديها مؤلفات من قصص قصيرة وروايات منها:
- بين اصابع البحر (1996) - نصوص ادبية وفلسفية.
- طفل خارج من معطفه (1998) - قصة قصيرة.
- رائحة الزمن العاري (2010) - رواية.